# Ахашені
Ахашені (груз. ახაშენი) — село в Грузії.
За даними перепису населення 2014 року в селі проживає 2420 осіб.